# Сухий сезон
Сухий сезон — щорічно повторюване протягом декількох місяців зменшення і навіть припинення атмосферних опадів внаслідок зсуву антициклонів, що відбувається з причини переходу Сонця через площину екватора.
Типовий сухий сезон спостерігається в субекваторіальному, і тропічному географічних поясах. У міру руху Сонця з півночі на південь тропічна депресія приносить непропорційно висока кількість опадів. Після відступу Сонця приходить антициклон, і опади не випадають взагалі, або випадають дуже рідко і мало.